# 軍政 (行政)
軍政または軍事行政（ぐんせい、ぐんじぎょうせい、英: military administration）は、軍事組織を管理運営するための行政活動を指す。
防衛行政、国防行政などともいう。

## 概要
一般に行政とは公的な事業の遂行を管理する活動であるが、これは軍事的領域においても重要な活動である。軍事行政の概念は部隊を運営する際に発生する人事管理や会計業務などの業務を管理する行政活動から安全保障政策の実施にあたっての政府と軍隊の関係を調整することまでを総括している。何れにおいても、作戦部隊の運用が可能となるように準備する活動ではあるが、軍事力の直接的な使用に関わる軍令の機能を含まない。しかし現実には軍政と軍令を明確に分けることは不可能であり、不明確な領域が広範に生じる。戦前の日本においても陸軍省と参謀本部の間で、権限の奪い合い、責任の押し付け合いが頻発した。具体的な軍事行政の問題としては教育計画、軍事費の会計、装備調達、人事管理、軍事基地の管理や民事などの業務があり、軍令の機能である戦略、戦術、兵站を含む軍事の組織、管理、行動に際して影響を及ぼしている。
人事管理は戦時においても平時においても全ての部隊で行われている軍事行政であり、人員の採用、選抜、評価、配属、記録などを行う。さらに部隊の規律を保持し、軍法を執行し、退職者の管理をする業務もここに含まれる。さらに軍事行政では教育や訓練に関する業務も管理し、個々人や部隊に対する軍事教育と軍事訓練の計画立案と実施評価がなされる。また陸海空軍に対して共通して実施される医療支援や法務支援も軍事行政の管轄として扱われる。民事は諸外国の軍隊や活動する地域に居住する住民に対する非軍事的な活動を指しており、広報活動や地方自治体などとの交渉がこれに該当する。